# Wojska Obrony Terytorialnej

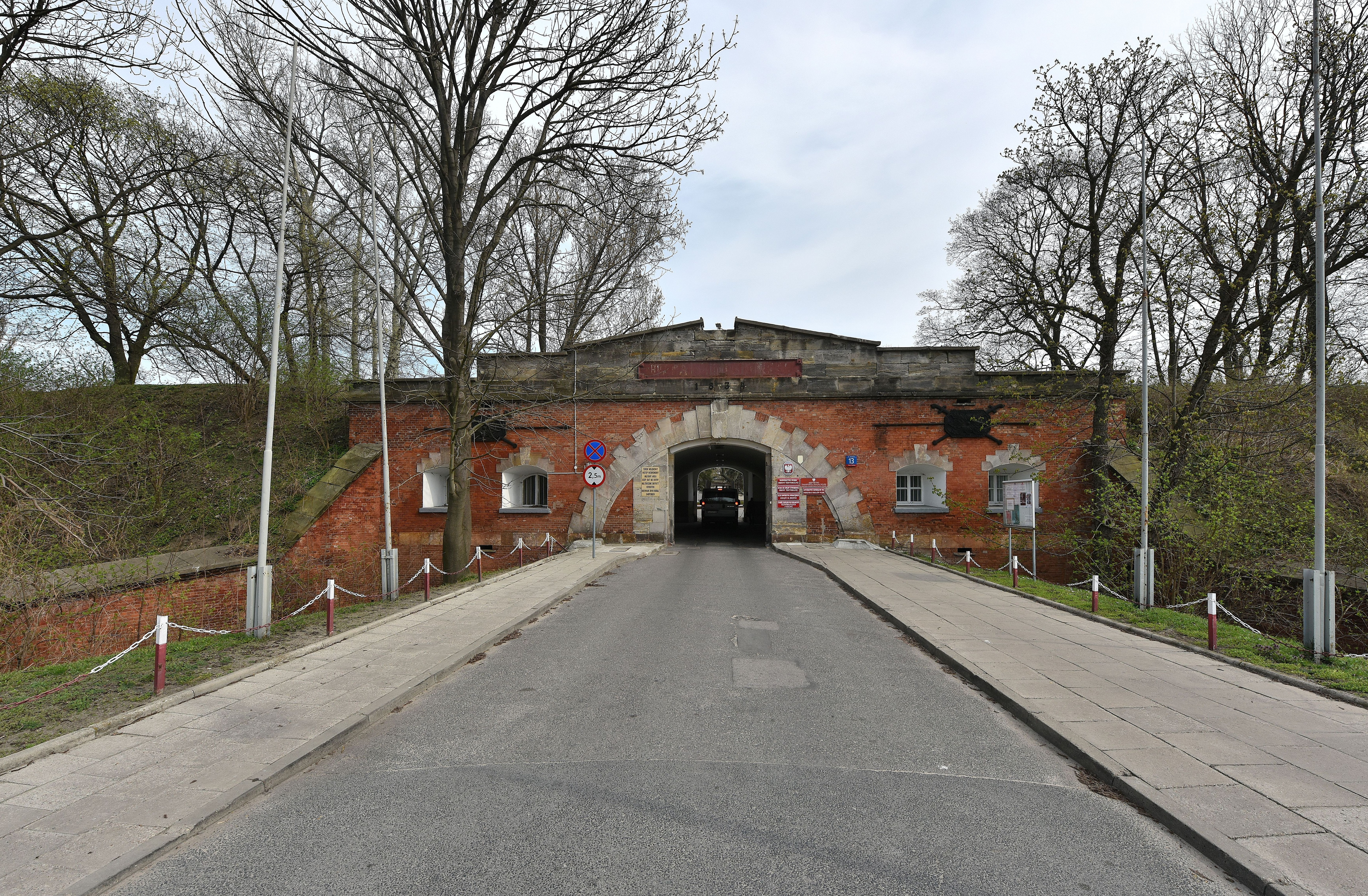
Pierwotna siedziba Dowództwa Wojsk Obrony Terytorialnej przy ul. Dymińskiej 13 w Cytadeli Warszawskiej

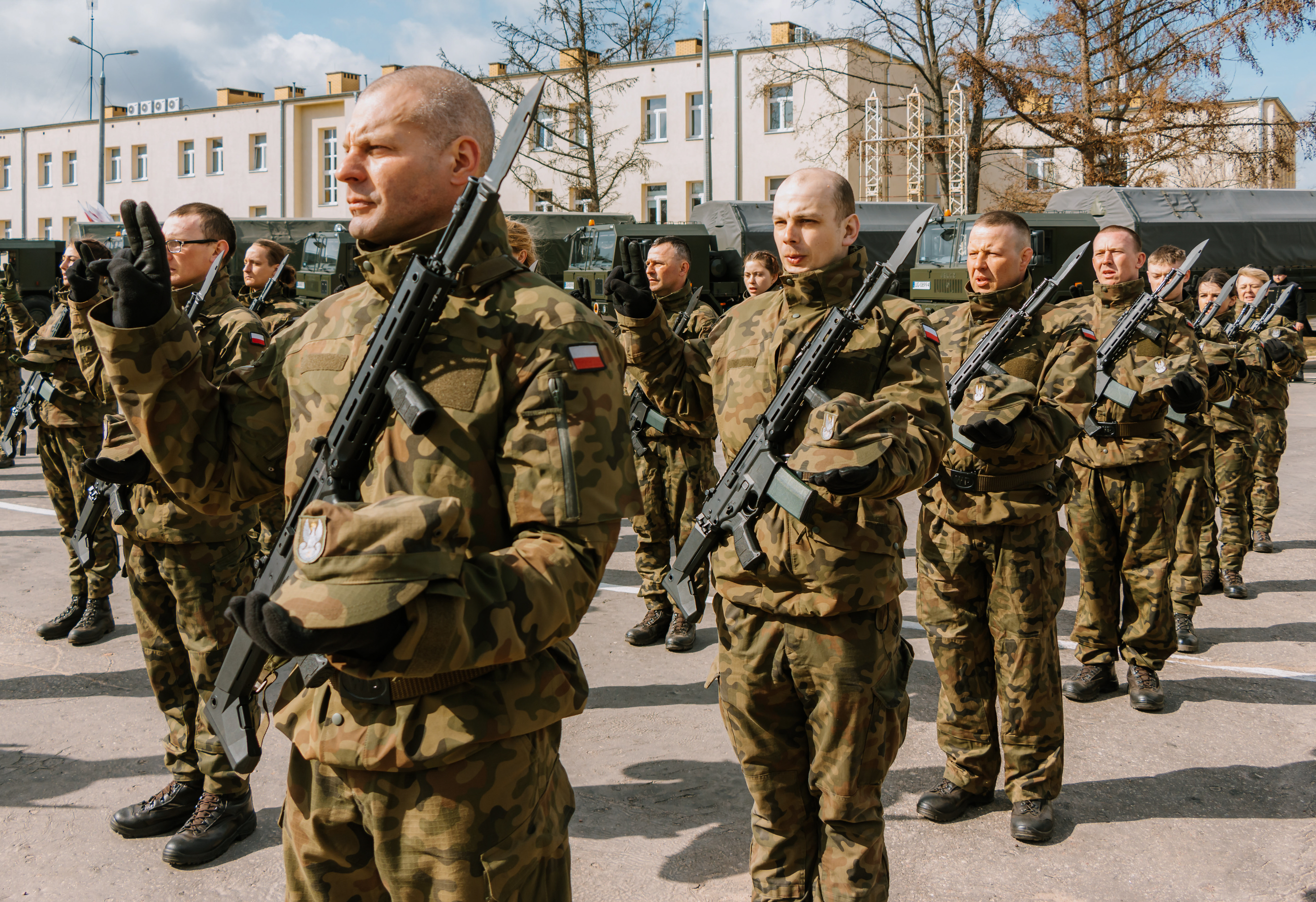
Żołnierze WOT podczas przysięgi wojskowej w Białymstoku

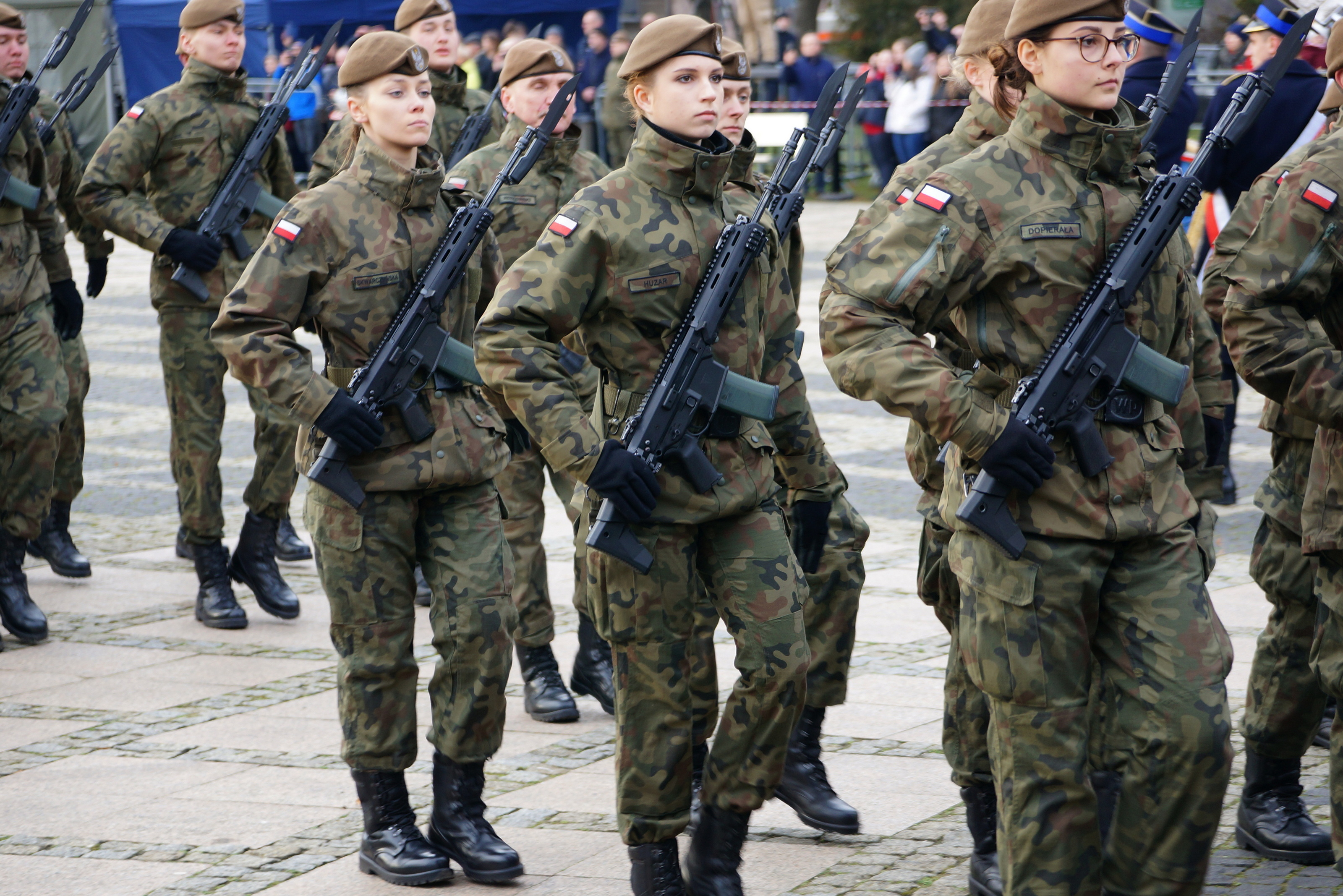
Żołnierze WOT podczas przysięgi wojskowej, wyposażeni w karabinki Grot

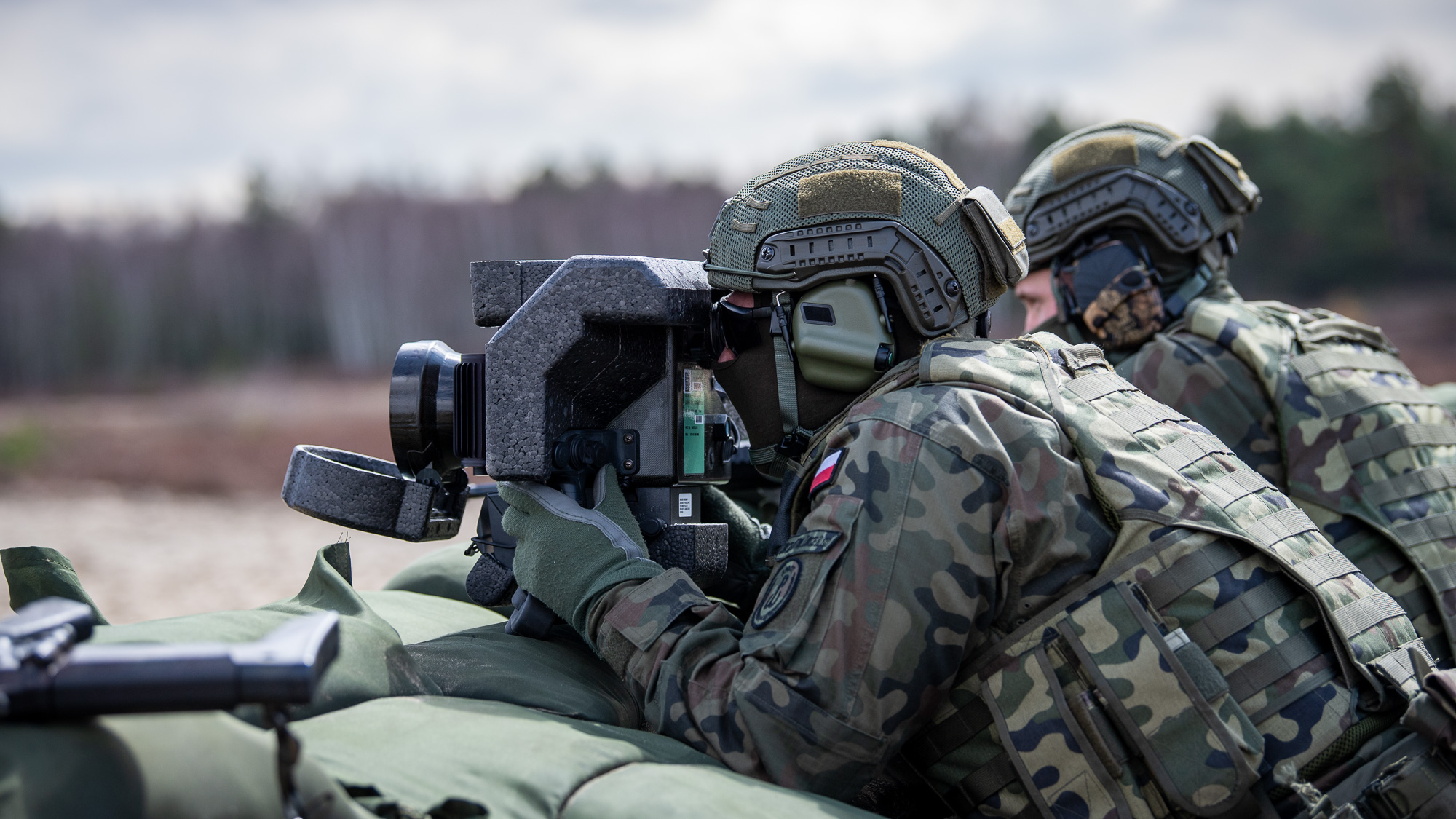
Żołnierze WOT podczas ćwiczeń z PPK Javelin

Wojska Obrony Terytorialnej (WOT, znani też jako „terytorialsi”) – jeden z pięciu rodzajów Sił Zbrojnych Rzeczypospolitej Polskiej, obok Wojsk Lądowych, Sił Powietrznych, Marynarki Wojennej i Wojsk Specjalnych.

## Formowanie i zmiany organizacyjne
Początek tworzenia systemu obrony terytorialnej w Polsce w obecnej formie rozpoczął się 30 grudnia 2015 od powołania przez ówczesnego ministra obrony narodowej Antoniego Macierewicza pełnomocnika ds. Utworzenia Obrony Terytorialnej, którym został Grzegorz Kwaśniak. Następnym etapem było podpisanie przez Ministra Obrony Narodowej Koncepcji utworzenia obrony terytorialnej, które odbyło się dnia 25 kwietnia 2016 w Liceum Ogólnokształcącym im. Waldemara Milewicza w Warszawie.
WOT zostały utworzone 1 stycznia 2017 na podstawie ustawy z dnia 16 listopada 2016 r. o zmianie ustawy o powszechnym obowiązku obrony Rzeczypospolitej Polskiej oraz niektórych innych ustaw, która została podpisana przez Prezydenta Rzeczypospolitej Polskiej Andrzeja Dudę 20 grudnia 2016. Od 23 kwietnia 2022 działalność WOT reguluje ustawa z dnia 11 marca 2022 r. o obronie Ojczyzny, która w momencie wejścia w życie zastąpiła ustawę z dnia 21 listopada 1967 r. o powszechnym obowiązku obrony Rzeczypospolitej Polskiej.
29 marca 2017 Dowództwo Wojsk Obrony Terytorialnej osiągnęło zdolność do działania oraz formalnie przejęło dowództwo nad trzema pierwszymi brygadami WOT zlokalizowanymi w Białymstoku, Lublinie oraz Rzeszowie. 21 maja 2017 w Białymstoku, Lublinie oraz Rzeszowie odbyły się pierwsze w historii WOT przysięgi wojskowe.
Na stworzenie Wojsk Obrony Terytorialnej w 2017 przeznaczono 1 096 908 000 zł. Plany formowania WOT z 2016 zakładały, że liczba żołnierzy obrony terytorialnej ma docelowo osiągnąć 53 tysiące. Względy finansowe spowodowały weryfikację tej liczby, jeszcze w październiku 2018 MON planował na 2019 liczebność WOT na poziomie 31,6 tys. żołnierzy, w tym 27 tys. żołnierzy niezawodowych. Proces budowy formacji pozwolił określić możliwości szkoleniowe WOT na ok. 10 tys. nowych żołnierzy rocznie. Na koniec 2017 liczba żołnierzy wynosiła ponad 7600. W grudniu 2019 roku przekroczono stan 24 tys., a na koniec 2021 32 tys.
Na podstawie decyzji Ministra Obrony Narodowej Dowództwo Wojsk Obrony Terytorialnej przejęło i kultywuje dziedzictwo tradycji Komendy Głównej Armii Krajowej (1942–1945).  Święto Wojsk Obrony Terytorialnej obchodzone jest 27 września. 1 marca 2024 prezydent Andrzej Duda wręczył  sztandar wojskowy Dowództwu Wojsk Obrony Terytorialnej.

Insygnia Dowództwa WOT
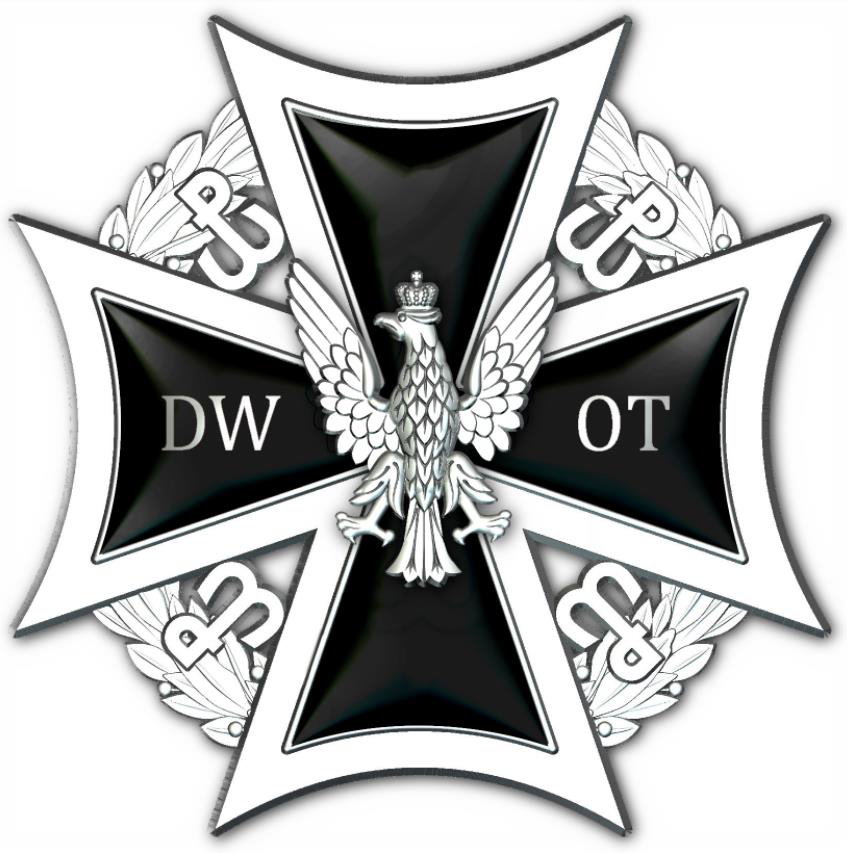
Odznaka pamiątkowa – awers (od 2020)
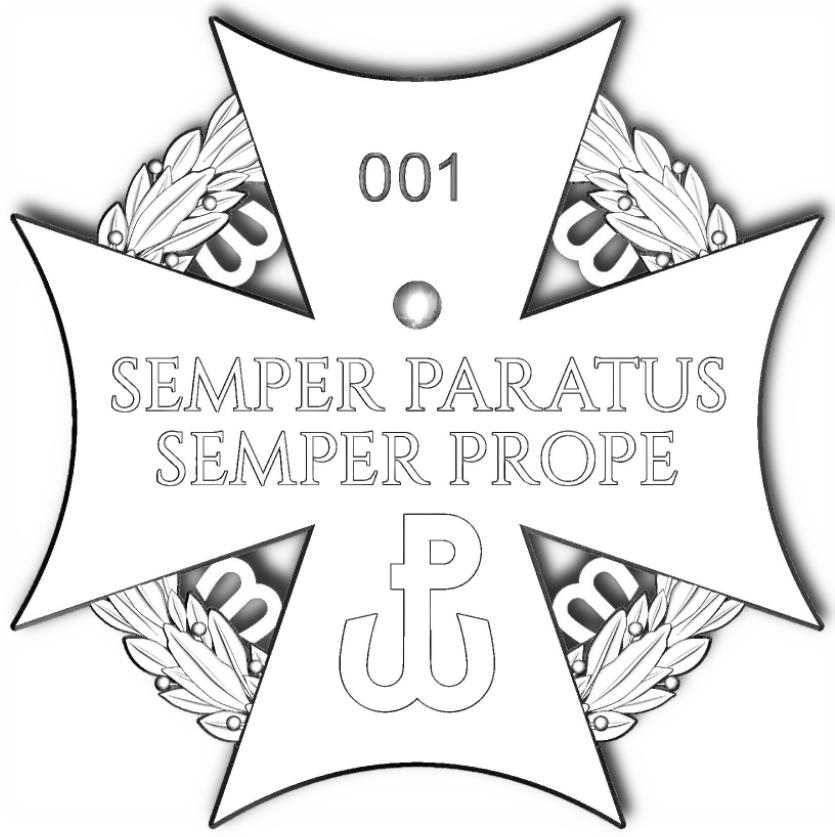
Odznaka pamiątkowa – rewers (od 2020)
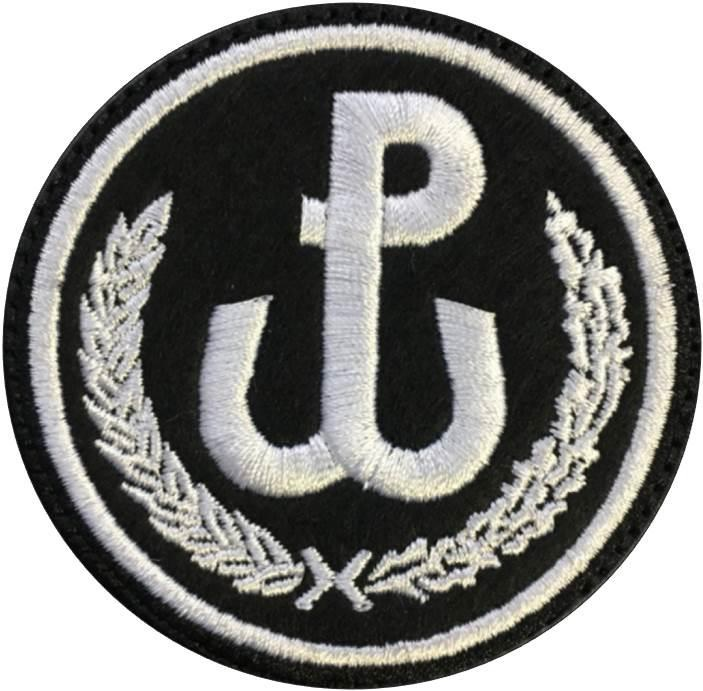
Odznaka rozpoznawcza na mundur wyjściowy (2018–19)
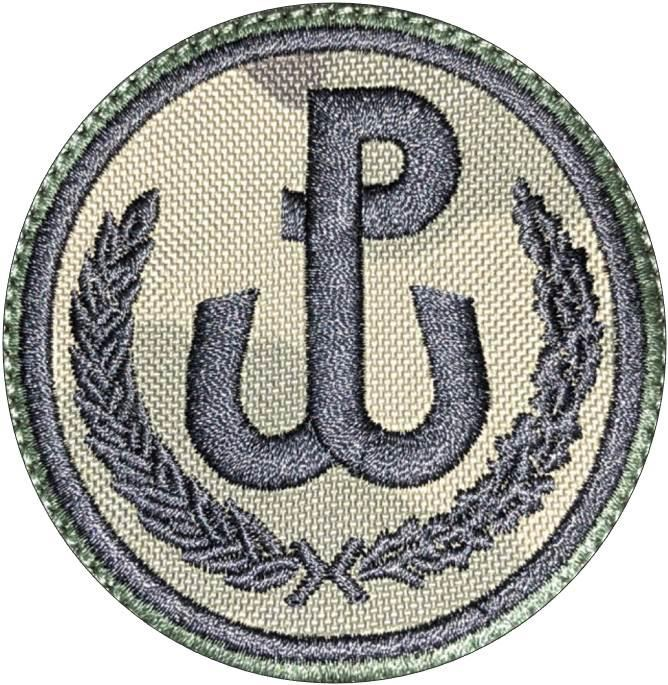
Odznaka rozpoznawcza na mundur polowy (2018–19)
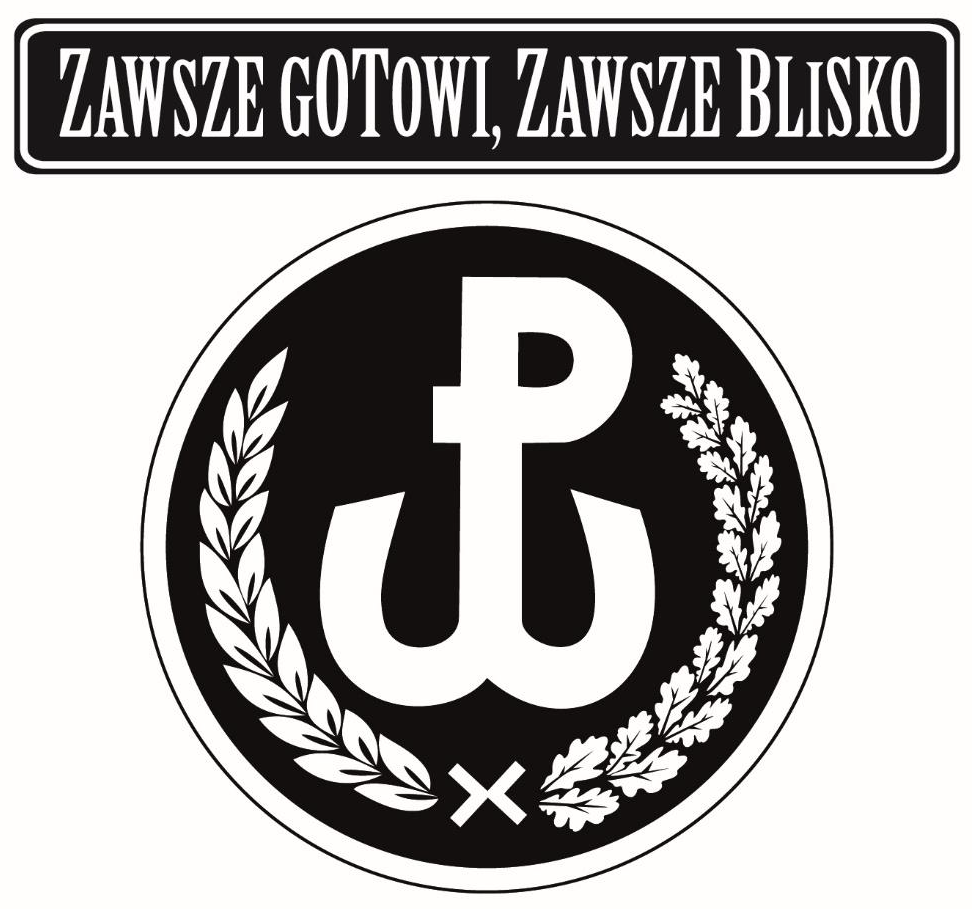
Odznaka rozpoznawcza na mundur wyjściowy (od 2019)
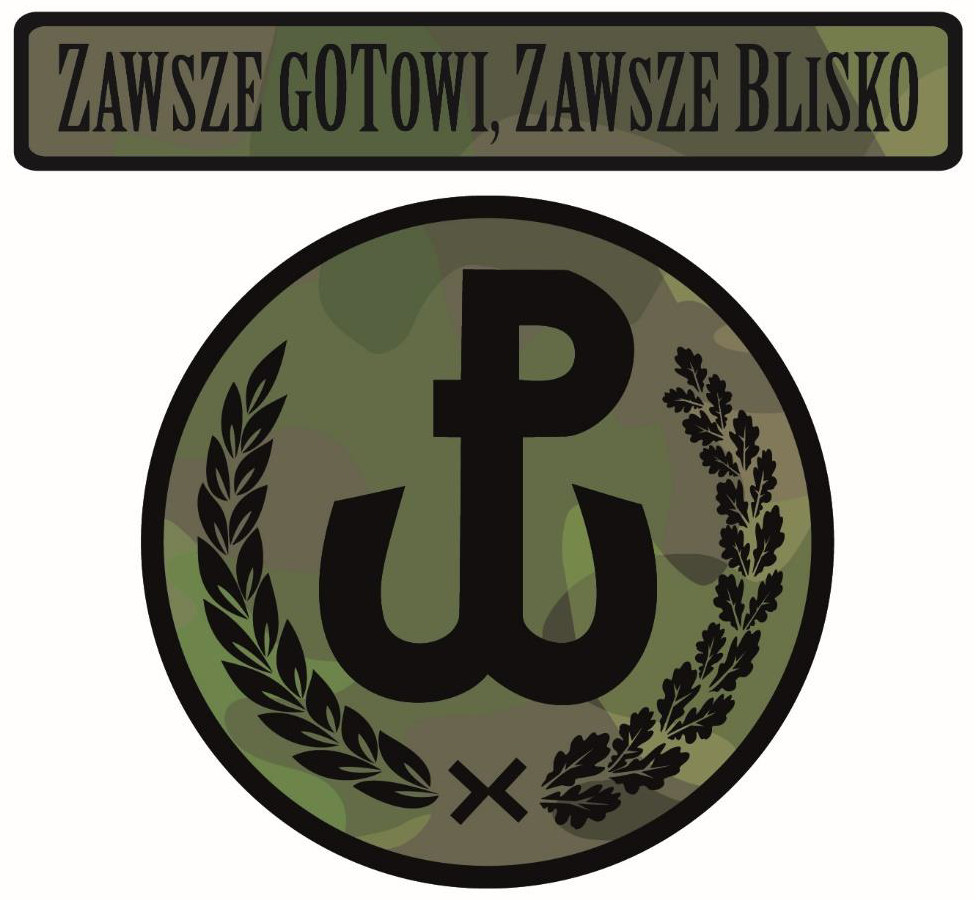
Odznaka rozpoznawcza na mundur polowy (od 2019)

## Zadania

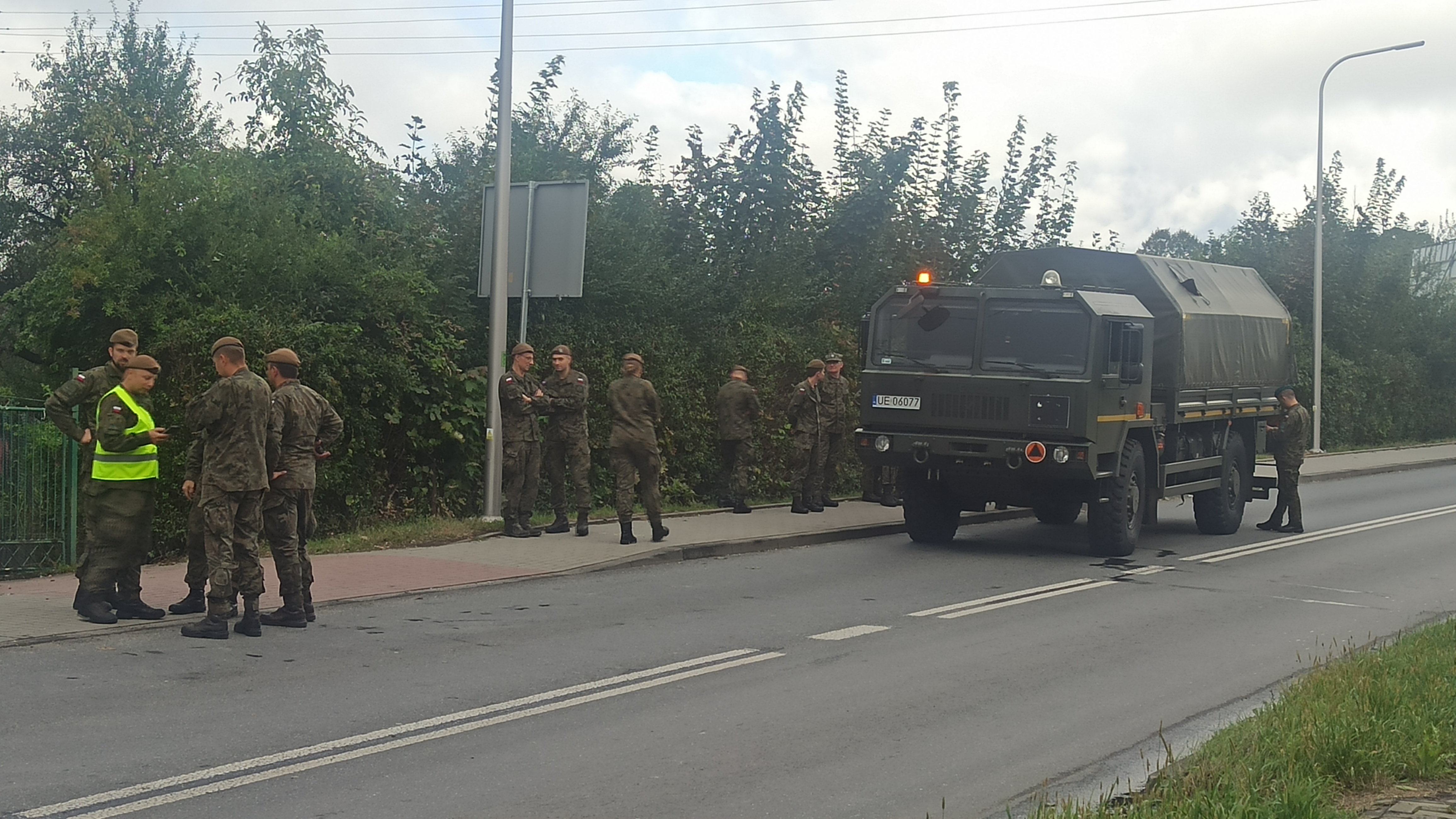
Żołnierze WOT w Prudniku podczas powodzi w 2024

Wojska Obrony Terytorialnej przeznaczone są do:
- Utrzymanie powszechnej gotowości do obrony Rzeczypospolitej Polskiej.
  - Ochrona ludności przed skutkami klęsk żywiołowych, likwidacja ich skutków, ochrona mienia, akcje poszukiwawcze oraz ratowanie lub ochrona zdrowia i życia ludzkiego, a także udział w realizacji zadań z zakresu zarządzania kryzysowego.
  - Współpraca z elementami systemu obronnego państwa, w tym szczególnie z wojewodami i organami samorządu terytorialnego.
  - Kształtowanie w społeczeństwie postaw i wartości patriotyczno-obywatelskich.

## Struktura organizacyjna (2025)

### Stan na rok (2025)
- Dowództwo i sztab – (Warszawa); (Zegrze)
  - Centrum Szkolenia Wojsk Obrony Terytorialnej im. kpt. Eugeniusza Konopackiego w Toruniu
  - 1 Podlaska Brygada Obrony Terytorialnej im. płk. Władysława Liniarskiego ps. „Mścisław” w Białymstoku[21]
  - 2 Lubelska Brygada Obrony Terytorialnej im. mjr. Hieronima Dekutowskiego ps. „Zapora” w Lublinie[22]
  - 3 Podkarpacka Brygada Obrony Terytorialnej im. płk. Łukasza Cieplińskiego w Rzeszowie[23]
  - 4 Warmińsko-Mazurska Brygada Obrony Terytorialnej im. kpt. Gracjana Klaudiusza Fróga, ps. „Szczerbiec” w Olsztynie[24]
  - 5 Mazowiecka Brygada Obrony Terytorialnej im. ppor. Mieczysława Dziemieszkiewicza, ps. „Rój” w Ciechanowie[25]
  - 6 Mazowiecka Brygada Obrony Terytorialnej im. rotmistrza Witolda Pileckiego w Radomiu[26]
  - 7 Pomorska Brygada Obrony Terytorialnej im. kpt. mar. Adama Dedio w Gdańsku[27]
  - 8 Kujawsko-Pomorska Brygada Obrony Terytorialnej im. gen. bryg. Elżbiety Zawackiej ps. „Zo” w Bydgoszczy[28][29][30]
  - 9 Łódzka Brygada Obrony Terytorialnej im. gen. bryg. Stanisława Sojczyńskiego, ps. „Warszyc” w Łodzi[31][27]
  - 10 Świętokrzyska Brygada Obrony Terytorialnej im. mjr. Eugeniusza Gedymina Kaszyńskiego, ps. „Nurt” w Kielcach[27]
  - 11 Małopolska Brygada Obrony Terytorialnej im. gen. bryg. Leopolda Okulickiego, ps. „Niedźwiadek” w Krakowie
  - 12 Wielkopolska Brygada Obrony Terytorialnej im. gen. bryg. Stanisława Taczaka w Poznaniu[32]
  - 13 Śląska Brygada Obrony Terytorialnej im. ppłk. Tadeusza Puszczyńskiego ps. „Konrad Wawelberg” w Katowicach[33]
  - 14 Zachodniopomorska Brygada Obrony Terytorialnej im. ppłk. dypl. Stanisława Jerzego Sędziaka, ps. „Warta” w Szczecinie
  - 15 Lubuska Brygada Obrony Terytorialnej w Gorzowie Wielkopolskim[34]
  - 16 Dolnośląska Brygada Obrony Terytorialnej im. ppłk. Ludwika Marszałka, ps. „Zbroja” we Wrocławiu[35]
  - 17 Opolska Brygada Obrony Terytorialnej w Opolu[36]
  - 18 Stołeczna Brygada Obrony Terytorialnej im. gen. Antoniego Chruściela ps. „Monter” w Warszawie
  - 19 Nadbużańska Brygada Obrony Terytorialnej im. gen. bryg. Wilhelma Orlik-Rückemanna w Chełmie
  - 20 Przemyska Brygada Obrony Terytorialnej im. gen. dyw. Stefana Roweckiego, ps. „Grot” w Przemyślu

## Dowódcy WOT
| Dowódcy                               | Dowódcy                   |
| ------------------------------------- | ------------------------- |
| Stopień, imię i nazwisko              | Okres pełnienia służby    |
| gen. broni Wiesław Kukuła             | (01.01.2017 – 30.12.2022) |
| cz.p.o. gen. bryg. Maciej Klisz       | (01.01.2023 – 06.02.2023) |
| gen. dyw. Maciej Klisz                | (07.02.2023 – 10.10.2023) |
| cz.p.o. gen. bryg. Krzysztof Stańczyk | (11.10.2023 – 02.05.2024) |
| gen. bryg. Krzysztof Stańczyk         | od 3 maja 2024            |